# Las Parcelas (paroisse civile)
Pour les articles homonymes, voir Las Parcelas.
Las Parcelas est l'une des sept paroisses civiles de la municipalité de Mara dans l'État de Zulia au Venezuela. Sa capitale est Las Parcelas.